# Comté de Goomalling
Le Comté de Goomalling est une zone d'administration locale au sud-est de l'Australie-Occidentale en Australie. Le comté est situé à environ 240 kilomètres au nord-est de Perth, la capitale de l'État.
Le centre administratif du comté est la ville de Goomalling.
Le comté est divisé en un certain nombre de localités:
- Goomalling
- Jennacubbine
- Konnongorring
- Mumberkine
- Ucarty
- Wongamine

Le comté a 9 conseillers locaux et est divisé en 4 circonscriptions.